# رئوس مطالب نظریه انتقادی
طرح کلی زیر یک نمای کلی و راهنمای موضوعی برای نظریه انتقادی ارائه می‌دهد:
نظریه انتقادی بررسی و نقد جامعه و فرهنگ، برگرفته از دانش برآمده از سراسر علوم اجتماعی و انسانی. این اصطلاح دو معنی متفاوت با ریشه‌ها و تاریخ‌های متفاوت دارد: ریشه یکی در جامعه‌شناسی و دیگری در نقد ادبی است. این امر منجر به استفاده کاملاً تحت‌الفظی از لفظ «نظریه انتقادی» به عنوان یک اصطلاح دربرگیرنده توصیف هر نظریه مبتنی بر نقد شده‌است.

## ماهیت نظریه انتقادی
- مطالعات فرهنگی ;
- نظریه پردازان انتقادی؛
- آثار در نظریه انتقادی؛
- نظریه حقیقت ;

## شاخه‌های نظریه انتقادی
- نظریه اجتماعی ;
- نظریه ادبیات ;
- نظریه چیزها؛
- نظریه انتقادی فناوری ;
- مطالعات حقوقی انتقادی ;

## مطالعات آفریقایی-آمریکایی
نظریه آفریقایی-آمریکایی
- هنری لویی گیتس جونیور.

## مطالعات جنسیت
مطالعات جنسیت
- لورن برلانت ;
- جودیت باتلر ;
- راوین کانل ;
- سوزان مک کلاری؛
- لورا مولوی ;

## نظریه مارکسیستی
فلسفه مارکسیستی
- مدرسه فرانکفورت ;
  - تئودور آدورنو ;
  - هربرت مارکوزه ;
  - والتر بنیامین ;
  - یورگن هابرماس ;
  - ماکس هورکهایمر ;
  - فردریش پولاک ;
- لویی آلتوسر ;
- میخائیل باختین ;
- اتین بالیبار ;
- ارنست بلوخ ;
- آنتونیو گرامشی ;
- مایکل هاردت ;
- فردریک جیمسون ;
- ارنستو لاکلائو ;
- گئورگ لوکاچ ;
- شانتال موفه ;
- آنتونیو نگری ;
- والنتین ولوشینف ;
- اسلاوی ژیژک ;
- هژمونی ;
- پساژمونی.

## پسااستعماری گرایی
پسااستعماری
- چینوآ آچه‌به ;
  - " تصویری از آفریقا " ;
- هومی بابا ;
- فرانتس فانون ;
  - آگاهی مضاعف؛
- ادوارد سعید ;
  - شرق‌شناسی ;

## ساختارگرایی
ساختارگرایی
- رولان بارت ;
- فردیناند دو سوسور ;
- کلود لوی اشتراوس ;
- لویی آلتوسر ;

## پساساختارگرایی
- رولان بارت ;
- میشل فوکو ;
- جولیا کریستوا ;
- برونو لاتور ;

## واسازی
واسازی
- جفری بنینگتون؛
- هلن سیکسوس ;
- جاناتان کالر؛
- ژاک دریدا ;
- ورنر هاماچر ;
- جفری هارتمن ;
- مارتین هایدگر ;
- فیلیپ لاکو-لبارت ;
- ژان فرانسوا لیوتار ;
- پل دو من ;
- ج. هلیس میلر ;
- ژان لوک نانسی ;
- کریستوفر نوریس؛
- آویتل رونل ;
- گایاتری چاکراورتی اسپیواک ;

## پست مدرنیسم
پست مدرنیسم
- ژان فرانسوا لیوتار ;
- ژیل دلوز ;
- فلیکس گواتاری ;
- ارنستو لاکلائو ;
- کلود لفورت؛
- مانیفست سایبورگ ;

## بازسازی گرایی
بازسازی گرایی
- پائولو فریر ;
- جان دیویی ;

## نظریه روانکاوی
نظریه روانکاوی
- فلیکس گواتاری ;
  - اسکیزوانالیز؛
  - اکوسوفی ;
- لوس اریگای ;
- ترزا د لائورتیس ;
- ژاک لاکان ;
- جولیا کریستوا ;
- اسلاوی ژیژک ;
- زیگموند فروید ;
  - تعبیر خواب ;
  - دربارهٔ خودشیفتگی؛
  - توتم و تابو ;
  - فراتر از اصل لذت؛
  - The Ego and the Id ;
  - آینده یک توهم ;
  - تمدن و نارضایتی‌های آن ;
  - موسی و توحید ;

## نظریه کوئیر
نظریه کوئیر
- جودیت باتلر ;
- بیش فعالی ;
- Eve Kosofsky Sedgwick ;
- گلوریا E. Anzaldúa ;
- سینمای کویر جدید؛
- آموزش کویر.

## نشانه‌شناسی
نشانه‌شناسی
- رولان بارت ;
- جولیا کریستوا ;
- چارلز سندرز پیرس ;
- فردیناند دو سوسور ;

## انسان‌شناسی فرهنگی
انسان‌شناسی فرهنگی
- رنه ژیرارد ;

## نظریه‌های هویت
- حوزه خصوصی؛ بخش خاصی از زندگی اجتماعی که در آن فرد از درجه ای از اقتدار برخوردار است، که مداخلات دولت یا سایر نهادها مانع آن نمی‌شوند. نمونه‌هایی از حوزه خصوصی خانواده و خانه است. مکمل یا مخالف حوزه عمومی است.
- حوزه عمومی ; حوزه ای در زندگی اجتماعی که افراد می‌توانند دور هم جمع شوند تا آزادانه در مورد مشکلات اجتماعی بحث و آنها را شناسایی کنند و از طریق آن بحث بر کنش سیاسی تأثیر بگذارند. این «یک فضای گفتمانی است که در آن افراد و گروه‌ها جمع می‌شوند تا در مورد موضوعات مورد علاقه متقابل بحث کنند و در صورت امکان، به یک قضاوت مشترک برسند.»
- کولی بودن
- کرئول‌سازی

## نظریه‌های زبانی ادبیات
- مری لوئیز پرات.

## آثار عمده
- بلوخ، ارنست (۱۹۳۸–۴۷). اصل امید
- فروم، اریش (۱۹۴۱). ترس از آزادی (انگلستان) / گریز از آزادی  (ایالات متحده)
- هورکهایمر، مکس؛ آدورنو، تئودور دبلیو (۱۹۴۴–۴۷) دیالکتیک روشنگری
- بارت، رولند (۱۹۵۷). اسطوره‌ها
- هابرماس، یورگن (۱۹۶۲). دگرگونی ساختاری حوزه عمومی
- مارکوزه، هربرت (۱۹۶۴). انسان تک‌ساحتی
- آدورنو، تئودور دبلیو (۱۹۶۶) دیالکتیک منفی
- دریدا، ژاک (۱۹۶۷). از گرامرشناسی
- دریدا، ژاک (۱۹۶۷). نوشتار و تفاوت
- هابرماس، یورگن (۱۹۸۱). نظریه کنش ارتباطی

## نظریه پردازان عمده
لیست نظریه پردازان انتقادی
- تئودور آدورنو ;
- لویی آلتوسر ;
- رولان بارت ;
- ژان بودریار ;
- ژاک لاکان ;
- ژیل دلوز ;
- ژاک دریدا ;
- میشل فوکو ;
- اریش فروم ;
- یورگن هابرماس ;
- هربرت مارکوزه ;
- ادوارد سعید ;